# آمور (كويكب)
كويكب آمور أو  1221 آمور
(1221) Amur هو كويكب صنـّفت باسمه عدة كويكبات قريبة من الأرض من تصنيف كويكبات آمور . يدور الكويكب آمور 1221 حول الشمس ويتقاطع مداره أحيانا مع مدار المريخ . و يقترب آمور بين حين وآخر من الأرض حتى يصبح على بعد نحو 16 مليون كيلومترا منها (وهي مسافة أكبر 40 مرة من المسافة بين الأرض و القمر) .
اكتشف الكويكب آمور في عام 1932. وهو يتحرك في مدار يبعد حضيضه 1,086 وحدة فلكية وتبلغ مسافة أوجه بالنسبة للشمس 75و2 وحدة فلكية . يميل مداره 8و11 درجة عن مستوى مدار الأرض حول الشمس. ويبلغ انزياحه المركزي 0,435 . وفي مداره هذا يقترب الكويكب أمور أحيانا من الأرض فيصبح على بعد 3و16 مليون كيلومتر فيشتد لمعانه إلى 2و14 قدر ظاهري. بعد اكتشافه بنحو شهر اكتشف أيضا الكويكب 1862 أبولو وهو يعبر مدار الأرض، ومن هنا بدأت مخاوف العلماء من إمكانية حدوث اصطدام 1862 أبولو  بالأرض.
يبلغ قطر الكويكب أمور 0,9 - 1,9 كيلومتر.

## تصنيف آمور
توجد مجموعة من الكويكبات في حزام الكويكبات (يبلغ عددها ما يزيد عن 6000 كويكب من تصنيف آمور) ، تتميز بأنها تدور حول الشمس في مدارات خارج مدار الأرض، ولكنها تقترب أحيانا من الأرض . كما تصنف مجموعات أخرى من الكويكبات التي توجد في حزام الكويكبات بتصنيفات أخرى (مثل كويكبات أبولو وكويكبات آتن ) تبعا لخصائص دورانها حول الشمس.

المدارات المختلفة لكويكبات تقترب أحيانا من الأرض (مدار الأرض أزرق) .و كويكبات آمور هي خارج مدار الأرض حول الشمس. والصورة توضح مدارات كويكبات آتن مثلا بالنسبة لتقاطعها مع مدار الأرض، وتهديدها بالاصطدام بنا.

## هوامش
1. ↑  Minor Planet Designations

## اقرأ أيضاً
- كويكبات آمور
- بعثة هايابوسا 2
- 162173 ريوغو (كويكب)
- أنواع الكويكبات الطيفية
- كويكب 1998 QE2
- كويكب 145 تي بي 2015
- كويكب 2012 تي سي4
- سيريس
- كويكب
- كويكب فلورنس
- كويكبات قنطور